# صرارة بنية
الصرارة البنية أو عقاب الحيات البني (الاسم العلمي: Circaetus cinereus) (بالإنجليزية: Brown Snake-eagle)‏ هي نوع من الطيور تتبع جنس الصرارة من الفصيلة البازية.